# Gardenia
Gardenia (Gardenia jasminoides) är en art i familjen måreväxter från Kina och Japan. Odlas som krukväxt i Sverige. 

## Beskrivning
Gardenia är en städsegrön buske som blir ca 1 m. Bladen sitter motsatta eller i kransar om tre, de är enkla, helbräddade, motsatta, elliptiska till lansettlika, glänsande mörkgröna, 5–15 cm långa och spetsiga. Blommorna är toppställda på små kortskott från bladvecken. De är först vita, senare blir de gulvita, 4–7,5 cm i diameter. De är mycket väldoftande. Fodret har 6 smalt lansettlika flikar. Kronan är rörformig vid basen, utbredd upptill med 6 flikar(eller flera hos fylldblommiga sorter). I odling förekommer oftast fylldblommiga sorter. Frukten är ett orangerött bär med kvarsittande grönt foder i toppen.

## Varieteter
- var. jasminoides - blir högre än 90 cm. Vildväxande i Kina.
- var. radicans - blir inte över 60 cm hög. Den har lång blomningstid. Vildväxande i Japan. Den betraktas ofta som en kultivar.

## Sorter
- 'Aimee Yoshida' ('Aimee', 'First Love', 'Yoshida')  - fylldblommig. Sorten har blommor som blir upp till 12,5 cm i diameter.
- 'August Beauty' - fylldblommig, kompakt sort.
- 'Belmont' ('Hadley') - livskraftig sort med stora blad och gräddvita, fyllda blommor.
- 'Florida' - blir upp till 90 cm. Storblommig.
- 'Fortuniana' - välförgrenad buske som har brett elliptiska, 10–12 cm långa blad. Blommor enkla, gulvita, 8–10 cm i diameter, mycket väldoftande. Blommar under vår och sommar.
- 'Frostproof' - fylldblommig med mer upprätt växtsätt. Bladen liknar dem hos var. radicans. Sorten sägs vara extra härdig.
- 'Kleim's Hardy' - blir ca 90 cm. Är en enkelblommande, väldoftande sort som är extra köldtålig.
- 'Magnifica' - livskraftig sort med stora fylla blommor, något fåblommig.
- 'Miami Supreme' - fylldblommig kompakt sort med blommor som blir upp till 12,5 cm i diameter.
- 'Mystery' - lågväxande, lägre än 90 cm. Halvt fylldblommig.
- 'Rothmanii' - Fylldblommig.
- 'Variegata' - variegerade blad.
- 'Veitchii' ('Veitchiana') - upprättväxande med små blad och rent vita, fyllda blommor. Blommar vanligen vintertid och vanlig sort i Sverige.
- 'Vietnam' - en selektion från Vietnam med enkla, 8,5 cm vida blommor. Den är starkväxande och motståndskraftig mot sjukdomar.
- 'White Gem' - dvärgsort med enkla blommor

- var. radicans 'Variegata' - har blad med oregelbundet gräddvita kanter.

## Odling
Gardenian är kalkskyende och måste odlas i kalkfri jord med ett pH på 5–5,5. Jorden skall hållas jämnt fuktig och får aldrig torka ut helt. Plantorna gillar inte för höga temperaturer och sommartid placeras de med fördel utomhus. Vintertid är en temperatur mellan 10 °C och 12 °C lämplig. Högre om plantorna blommar. Planteras om varje eller vartannat år. Kan beskäras om plantan blir för yvig.

## Synonymer
var. jasminoides
- Gardenia angustifolia Lodd.
- Gardenia augusta Merr., 1917 nom. illeg.
- Gardenia augusta f. shanpinensis F.C.Ho, 1982 nom. inval.
- Gardenia augusta var. longisepala Masam.
- Gardenia augusta var. plena Voigt
- Gardenia florida L.
- Gardenia florida f. simpliciflora Makino
- Gardenia florida f. thunbergii Makino
- Gardenia florida f. ovalifolia Sims
- Gardenia grandiflora Lour.
- Gardenia grandiflora Siebold ex Zucc.
- Gardenia jasminoides f. grandiflora (Lour.) Makino
- Gardenia jasminoides f. kueishanensis F.C.Ho, 1982 nom. inval.
- Gardenia jasminoides f. longicarpa M.Okada, 1990
- Gardenia jasminoides f. ovalifolia (Nakai) Hara
- Gardenia jasminoides var. grandiflora (Lour.) Nakai
- Gardenia jasminoidesvar. plena (Voigt) M.R.Almeida
- Gardenia maruba Siebold ex Blume
- Gardenia pictorum Hassk.
- Genipa florida (L.) Baill.
- Genipa grandiflora (Lour.) Baill.
- Gardenia schlechteri Bonati & Petitm., 1907
- Warneria augusta L., 1759 nom. inval.

var. radicans (Thunb.) Makino
- Gardenia radicans Thunb.
- Genipa radicans (Thunb.) Baill.

## Etymologi
Uppkallad 1760 efter den skotske amatörbotanikern Alexander Garden (1730-1792), som utvandrade till USA som 22-åring.